# Kritodemos
Kritodemos (altgriechisch Κριτόδημος, lateinisch Critodemus) war ein hellenistischer Astrologe.
Die Datierung hat sich als schwierig erwiesen.
In einer Liste früher Astrologen nennt Firmicus Maternus ihn in einer Aufzählung legendärer und halblegendärer Astrologen, in der er nach Mercurius (also Hermes [Trismegistos]), dem ägyptischen Anubis, Asklepios (der im hermetischen Kontext oft für den ägyptischen Imhotep steht), den Ägyptern Petosiris und Nechepso, Abraham und dem Sänger Orpheus als letzter erscheint.
Ebenso folgt Kritodemos bei Vettius Valens gleich auf Petosiris und Nechepso, weshalb er von einigen schon in das 3. Jahrhundert v. Chr. datiert wurde.
Terminus ante quem für die Wirkungszeit des Kritodemos ist das 1. Jahrhundert, da Plinius der Ältere ihn zusammen mit dem Babylonier Berossos in seiner Naturgeschichte mit der Behauptung zitiert, die astronomischen Aufzeichnungen der Babylonier würden 490.000 Jahre zurückreichen. Kritodemos muss also zum Zeitpunkt von deren Abfassung im Jahr 77 bereits als anerkannte Autorität gegolten haben. Aus philologischen Erwägungen heraus datiert David Pingree Kritodemos frühestens ans Ende des 1. Jahrhunderts v. Chr.
Von den Werken des Kritodemos ist keines vollständig überliefert, Valens zitiert ihn jedoch mehrfach und scheint ihn darüber hinaus einigermaßen ausgiebig abgeschrieben zu haben, obwohl er sich an anderer Stelle recht beißend über seinen dunklen und „bombastischen“ Stil äußert. Das Werk, auf das sich Valens bezieht, hatte den Titel Horasis (Ὅρασις „Schauung, Vision“) und befasste sich mit Stufenjahren (klimakteres), Lebensdauer, gewaltsamem Lebensende (biaiothanasia) und Planetenbezirken (horia). Hephaistion von Theben erwähnt als einen weiteren Titel Pinax (Πίναξ, „Tafel“), wobei es sich wahrscheinlich eher um eine Tafel oder Tabelle als ein ganzes Werk handelt.
Eine Sammlung der erhaltenen Fragmente des Kritodemos von Cristian Tolsa erschien 2024 zusammen mit einer englischen Übersetzung. Zuvor wurden die Fragmente zusammen mit einer deutschen Übersetzung in einer akademischen Arbeit von 2001 von Heinz Peter gesammelt.